# Salix driophila
Salix driophila är en videväxtart som beskrevs av Camillo Karl Schneider. Salix driophila ingår i släktet viden, och familjen videväxter. Inga underarter finns listade i Catalogue of Life.